# Southbridge

Northbridge im Blockschaltbild eines Motherboards der späten 2000er Jahre

Die Southbridge war eine Hardwarekomponente einer PC-Hauptplatine (auch Mainboard genannt).
Die Southbridge befand sich nahe an den PCI-Steckplätzen, um auf möglichst kurzem Weg eine elektrische Verbindung herzustellen. Sie war neben der Northbridge ein wichtiger Bestandteil des Mainboards. Die beiden Schaltkreise wurden auch als Chipsatz bezeichnet.

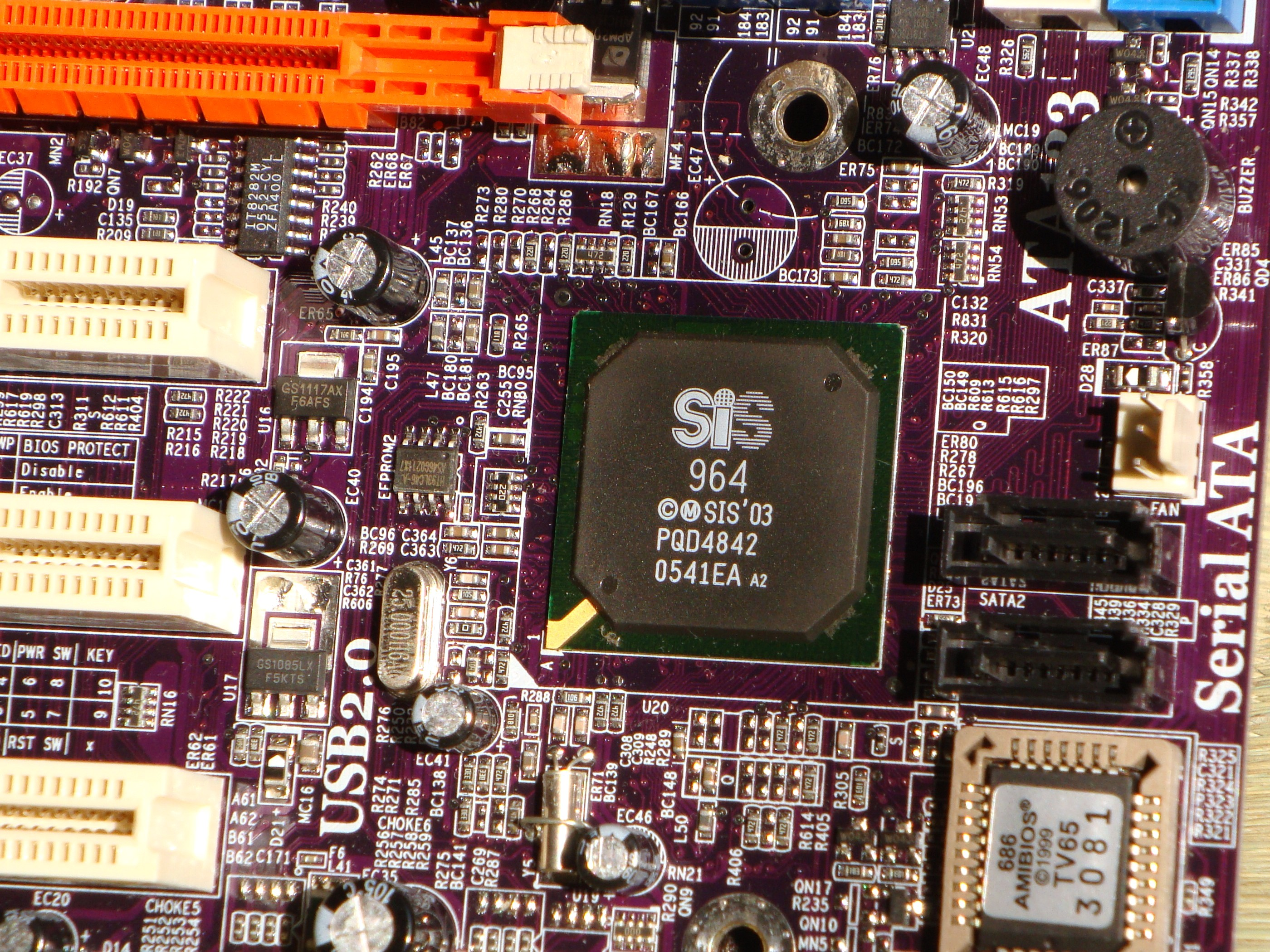
SIS964 neben den PCI-Bus-Steckplätzen

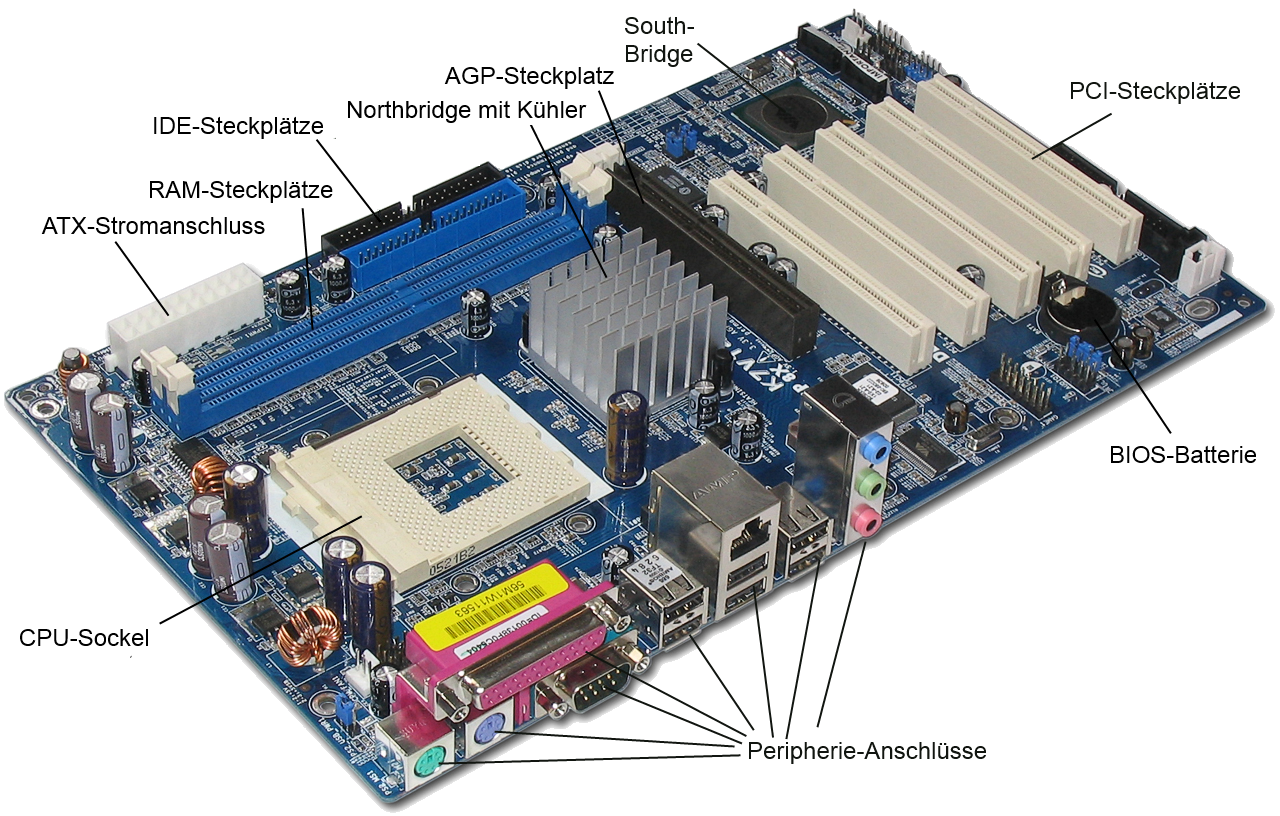
Southbridge auf einem Mainboard

## Aufgaben
Über den Chip der Southbridge erfolgt der Datentransfer und die Datensteuerung zwischen peripheren Geräten (PCI-Bus, ISA-Bus, ATA und so weiter) und weiteren Schnittstellen. Es ist also ein Knotenpunkt beziehungsweise ein Datenumschlagplatz. Außerdem ist auf Mainboards ein Teil der Peripherie schon auf der Southbridge integriert, zum Beispiel der USB-Controller. South- und Northbridge kommunizieren entweder ebenfalls über PCI beziehungsweise PCI-X, eine proprietäre Schnittstelle (wie VIAs V-Link) oder freie Industriestandards wie die HyperTransport-Schnittstelle des HT-Konsortiums. In der Regel sind die Chips der Southbridge langsamer als die der Northbridge und werden deshalb für die langsameren Arbeiten wie beispielsweise die Energieverwaltung (zum Beispiel Steuerung des Standby-Modus), Interrupt-Controller, BIOS EEPROM, Netzwerkcontroller und so weiter benutzt. Des Weiteren ist sie mit der Ansteuerung der USB-Schnittstellen betraut.

## Varianten
In der Intel-Terminologie trägt der I/O Controller Hub Southbridge oft den Namen Intel ICH. Im engeren Sinne sind damit Integrierte Schaltkreise bzw. Chips der Intel-Typenreihe 82801x gemeint.
Bei der für AMD-K8-Prozessoren gedachten Variante des Nvidia nForce4-Chipsatzes sind Southbridge- und Northbridge-Funktionsblöcke auf einem Mikrochip integriert.
AMD verwendet im Rahmen des Konzeptes AMD Fusion den Begriff Fusion Controller Hub (FCH). Für AMD Fusion wurden sämtliche Northbridge-typischen Funktionen in den Mikrochip des Hauptprozessors integriert. In den FCH kamen Southbridge-typisch Peripherieschnittstellen vergleichsweise niedriger Bandbreite wie SATA, USB, LPC, HD-Audio und PCIe ×1. FCH und zentraler Prozessor-Chip sind über eine seriell arbeitende Schnittstelle, das sogenannte Unified Media Interface (UMI), miteinander verbunden.